# Video4Linux
Video4linux lub V4L – interfejs umożliwiający współpracę z urządzeniami video w systemie Linux. Wspierane urządzenia to kamery USB, tunery telewizyjne.